# Groupe SEB
Grupo SEB ou Groupe SEB (Société d'Emboutissage de Bourgogne) é um grande consórcio  francês que produz pequenos electrodomésticos. O grupo é detentor das marcas Krups, Moulinex, Rowenta, Tefal, entre outras. De acordo com informações do site oficial, a empresa tem enfrentado muita concorrência dos grupos low cost chineses, mas tem conseguido manter um nível constante de vendas. Uma grande proporção de suas linhas de produtos são fabricadas na China, mas a sede do grupo está localizada em Écully, um subúrbio de Lyon, França.

## História recente

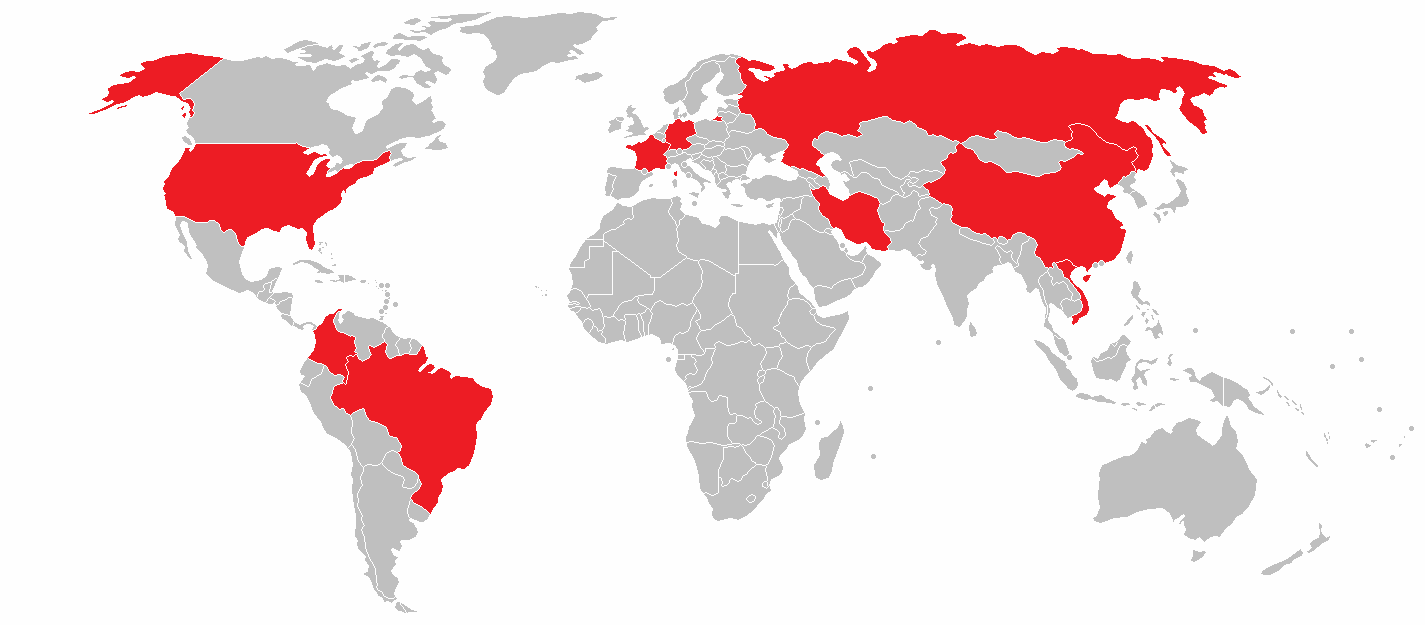
Em vermelho, países que possuem fábricas do Grupo SEB.

Os lucros do grupo estão apresentando crescimento nos últimos anos. No primeiro semestre de 2008, por exemplo, o lucro foi de 94 milhões de euros, enquanto no ano anterior, em 2007, havia sido de 52 milhões de euros. O Grupo SEB também possui participação de 51,36% na empresa chinesa de panelas Supor. Em 2004, o grupo adquiriu a empresa de panelas americana All-Clad.
O grupo acredita que os prósperos mercados da Ásia e América do Norte devem equilibrar as fraquezas do atual mercado europeu.